# Wachtel (Haag in Oberbayern)
Wachtel war ein Gemeindeteil von Haag in Oberbayern im Landkreis Mühldorf am Inn.
Die Einöde wird ab dem ersten Amtlichen Ortsverzeichnisse für Bayern von 1877 als Ort der Gemeinde Rosenberg erwähnt. In den topografischen Karten ist der Ort ausschließlich in der Ausgabe von 1960 namentlich verzeichnet. Seine Lage war gut 300 Meter südlich der Kirche Christkönig in Haag in Oberbayern, heute zwischen Agnesstraße und Graf-Sigmund-Straße.
Durch die Auflösung der Gemeinde Rosenberg kam der Ort am 1. April 1971 als Gemeindeteil zu Haag in Oberbayern. Im Ortsverzeichnis 1991 ist Wachtel nicht mehr als Gemeindeteil gelistet, folglich erfolgte die Aufhebung als Gemeindeteil zwischen 1973 und 1991.

## Einwohnerentwicklung
| Jahr      | 1871 | 1900 | 1925 | 1950 | 1961 | 1970 |
| --------- | ---- | ---- | ---- | ---- | ---- | ---- |
| Einwohner | 4    | 6    | 6    | 6    | 2    | 15   |